# Roland Eluerd
Roland Eluerd, né en 1940, est un linguiste français.Vit à Montmoreau,16190.

## Biographie
Agrégé de lettres modernes, il est docteur d'État ès lettres. Membre de la Société de Linguistique de Paris, directeur de L'Information grammaticale de 2001 à 2013, président de la Biennale de la langue française (1995-2016). Il a publié régulièrement, de 2011 à 2022, un texte dans les blogs invités du quotidien français Charente libre, version numérique, un blog intitulé energiedesmots.

## Œuvres
- La pragmatique linguistique, coll. Université, Information, Formation, Éd. Nathan, Paris, 1985, ouvrage épuisé.
- Pour aborder la linguistique, ESF éditeur, 7e éd., 1992, ouvrage épuisé.
- Thèse publiée : Les Mots du fer et des Lumières : Contribution à l'étude du vocabulaire de la sidérurgie française (1722-1812). Paris, éd. Honoré Champion, coll. « Bibliothèque de littérature moderne » no 19, Paris, 1993. 524 p.-[8] p., 22 cm. Dessins de Bertrand Ségur.  (ISBN 2-85203-318-6) (BNF 35627584).
- La Lexicologie, P.U.F., coll. "Que sais-je ?" n° 3548.  (ISBN 2-13-050577-5).
- Littré Grammaire, Littré conjugaison, Littré orthographe, Livre de Poche, 3 vol. n° 31468, n° 31469, n° 31470, 2009.  (ISBN 978-2-253-08824-0, 978-2-253-08826-4 et 978-2-253-08825-7).
- La langue française pour tous. Grammaire. Orthographe. Conjugaison, Collection Littré Références, 2009.
- Grammaire descriptive de la langue française, Armand Colin, coll. Cursus, 2010.  (ISBN 978-2-200-35444-2).
- Grammaire descriptive de la langue française, Armand Colin, coll. Cursus, nouvelle édition revue, 2017  (ISBN 978-2-200-61342-6)
- La Ponctuation française. Règles, usages et plaisir du texte, Garnier, 2017  (ISBN 978-2-351-84222-5).
- L'Art d'être Grand-parent, Palette (éditions), 2020  (ISBN 978-2-358-32306-2).
- Poèmes d'un murmure enfermé dans le sang, Le Lys bleu éditions, 2023  (ISBN 979-10-377-8544-2).
- LE JARDIN DES MOTS. Dictionnaire amusant et savant des sens figurés. 200 mots-sources. 10 000 expressions figurées. 1 000 citations. Éditions Aux Feuillantines, 2024  (ISBN 978-2-487027-04-6)
- L'ÉNERGIE DES MOTS. Blog invité de Charente libre. 2011-2021. Le Lys bleu éditions, 2025.  (ISBN 979-10-422-5968-6)